# Loewe (производитель электроники)
Loewe AG («Лёве АГ») — немецкая компания, занимающаяся разработкой, проектированием, производством и продажей бытовой электроники, электромеханических изделий и систем. Компания была основана в Берлине в 1923 году братьями Зигмундом и Дэвидом Л. Лёве. С 1948 года штаб-квартира и производственные мощности компании располагаются в баварском городе Кронах, Верхняя Франкония.

## История компании
В январе 1923 г. братья Лёве основали в Берлине фирму «Радиофреквенц» (Radiofrequenz GmbH), в октябре того же года — компанию «Лёве-Аудион» (Loewe-Audion GmbH) по производству электронных ламп, а вскоре после этого — фирму «Лёве-Радио» (Loewe Radio GmbH), производившую громкоговорители и резисторы. В 1924 г. к концерну Лёве присоединились завод по сборке радиоприемников и фирма «Ойдарит-Прессгут» (Eudarit-Pressgut GmbH), владевшая патентами на комбинированные радиолампы. В 1926 г. концерн начал производство радиоприемника OE 333 на комбинированной лампе 3NF собственной разработки — она содержала в одном баллоне три триода, два конденсатора и четыре резистора, что даёт основания называть её прообразом нынешних интегральных схем. В OE 333 на одной лампе были собраны детектор и усилитель звуковой частоты — практически весь приемник, кроме входных цепей, телефонных трубок и источников питания. Одновременно «Лёве» выпустила и лампу 2HF для высокочастотного усиления (два тетрода, два резистора и конденсатор). Разработчиком ламп был Манфред фон Арденне (1907—1997).

## Настоящее время
В компании Loewe работает примерно 200 сотрудников. Примерно половина оборота Loewe приходится на международные рынки. Loewe Technology GmbH имеет партнёров по сбыту и дочерние предприятия в разных странах.